# 斯帕斯科耶-卢托维诺沃

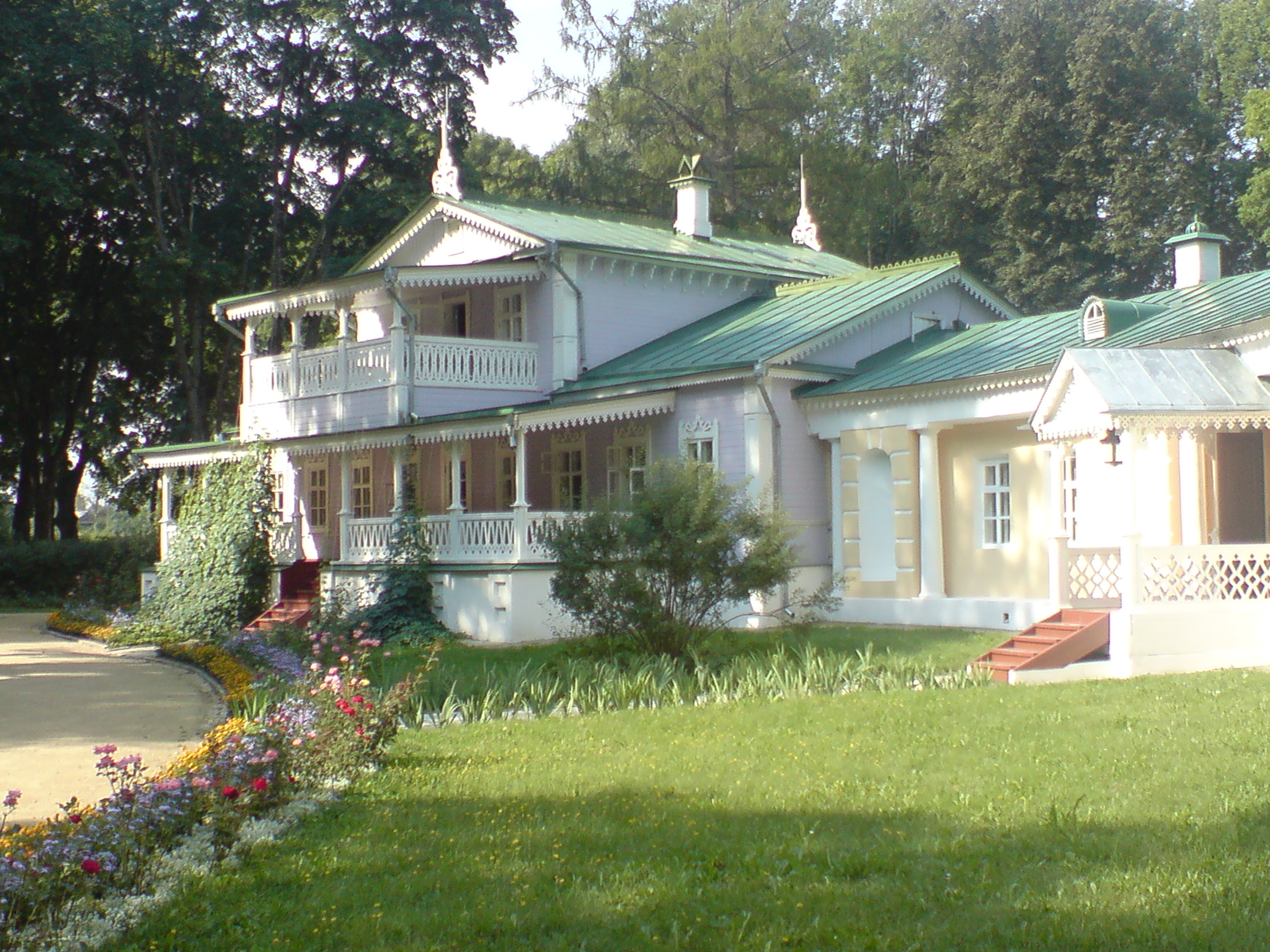

斯帕斯科耶-卢托维诺沃（Спасское-Лутовиново) 是伊万·谢尔盖耶维奇·屠格涅夫的家族庄园，位于俄罗斯奥廖尔州的乡村，距离姆岑斯克10公里。自1922年以来辟为博物馆和自然保护区。

## 历史

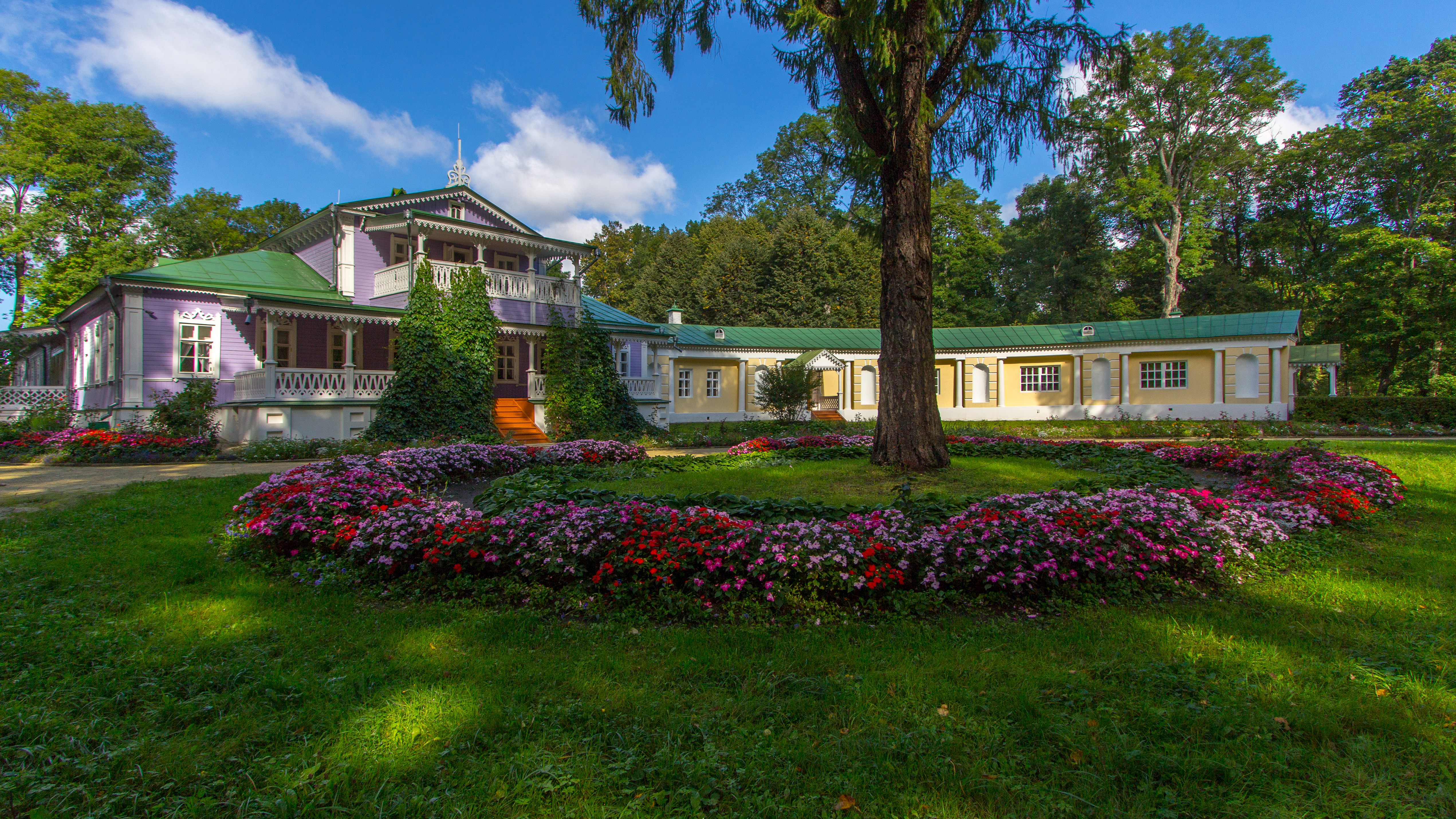

斯帕斯科耶村的名称源自于这里的救世主易圣容教堂（Spassitel）。在16世纪，伊凡雷帝将这里封给博亚德·伊万·卢托维诺。他的后裔伊万·伊万诺维奇·卢托维诺夫（1753-1813 年）在军队中接受训练并服役一段时间后，与家人一起搬到庄园。1778年，当地贵族选举他为和平法官，又担任姆岑斯克和切尔恩的贵族大会主席。他在图拉省、坦波夫省和卡卢加省三省都拥有庄园，各有5000人。他在斯帕斯科耶建造了一座小木屋，周围是图书馆、剧院、管弦乐队和半圆形石廊。外围则是鸡舍、马房、磨坊、医务室、警卫室、锻造厂等。开发一直持续到1809年。卢托维诺夫与诺维科夫和亚历山大·尼古拉耶维奇·拉季舍夫有联系，并且借钱给他们，以及列夫·托尔斯泰的祖父。他于1813年去世，葬在教堂的家族墓地。
伊万·卢托维诺夫去世后，他的侄女瓦尔瓦拉·彼得罗夫娜·卢托维诺娃继承了遗产。她的父亲在她出生前两个月去世了，母亲不久后再婚。因此，她的童年是在克罗米附近的另一个地区度过的。她的继父不喜欢她。十六岁时，她要求与叔叔伊万·卢托维诺夫住在斯帕斯基纳-卢托维诺沃。1816年，她嫁给了年轻的军官谢尔盖·屠格涅夫，他于1812年与拿破仑军队作战，是古老的中世纪贵族。但他没有他妻子的财富。
1839年5月，这所房子被大火烧毁。房子只是部分重建，简单地修复。剧院、大客厅、客房均未重建。瓦尔瓦拉·彼得罗夫娜·卢托维诺娃-屠格涅娃于1850年去世。他的儿子伊万·屠格涅夫（1818-1883年），跟着母亲离开莫斯科的房子，将最有利可图的财产留给兄弟尼古拉，在农村度过了童年（直到1828年）和青年时代的所有暑假，成年后长期居留。 
屠格涅夫邀请名人一起居住，包括演员米哈伊爾·謝普金、作家伊万·阿克萨科夫、阿法纳西·费特。1852年，由于警方调查，沙皇尼古拉一世将他降级派到这里。屠格涅夫与波琳·维亚多特有染。1853年，他获准重新获得行动自由 ... 次年秋天，他回到斯帕斯科耶，在那里他写了一篇关于夜莺的文章，并邀请尼古拉·阿列克谢耶维奇·涅克拉索夫。1855年，在七个星期里，他完成了小说《罗亭》。1856年，列夫·托尔斯泰拜访了他。
屠格涅夫前往德国和法国旅行。回国后，他写了《贵族之家》、《前夜》、《父与子》。此后，他长期住在法国。回国时，他为农民子女开办了一所学校，又为老人开办了一所养老院。他最后一次回国是在1881年。他于1883年在法国布吉瓦尔去世。
继承人清空了家具的房子，1906年一场大火再次将其烧毁。1918年10月，庄园被国有化。1921年9月12日颁布一项法令，将庄园定为受保护的自然公园，房子成为博物馆，于1937年修复。在1941年至1943年间，庄园被德国占领。1976年博物馆在修复后重新开放。

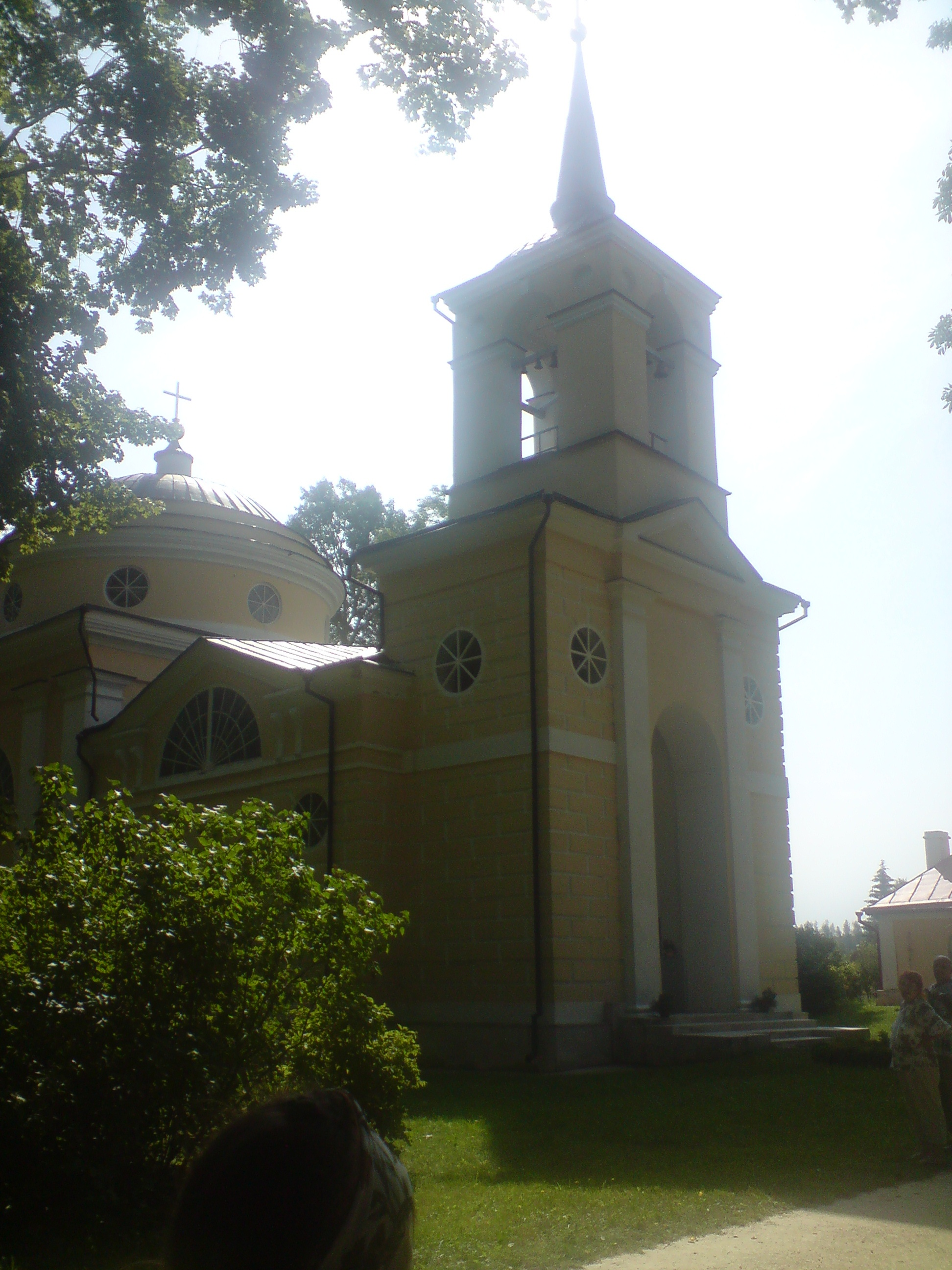
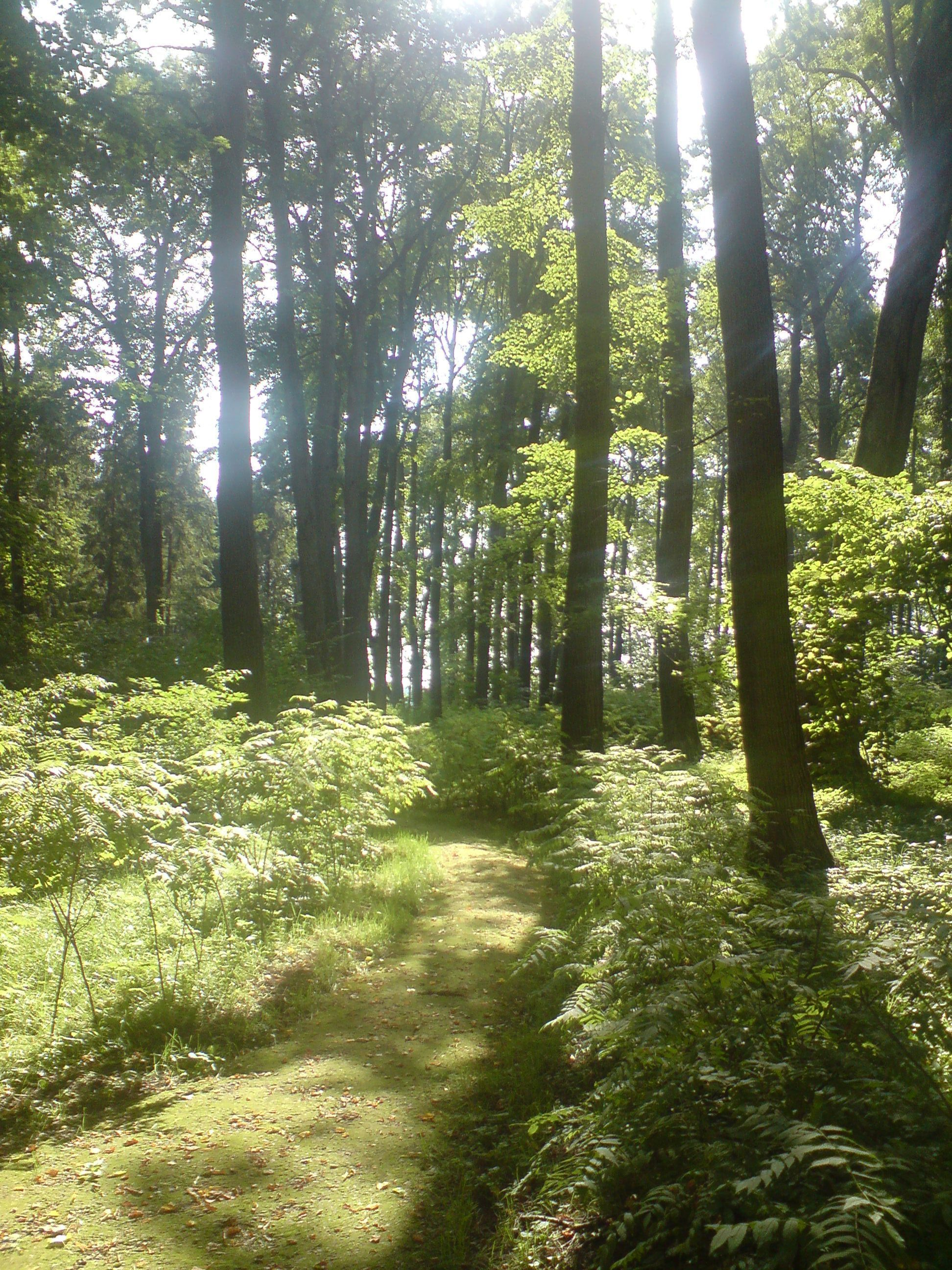
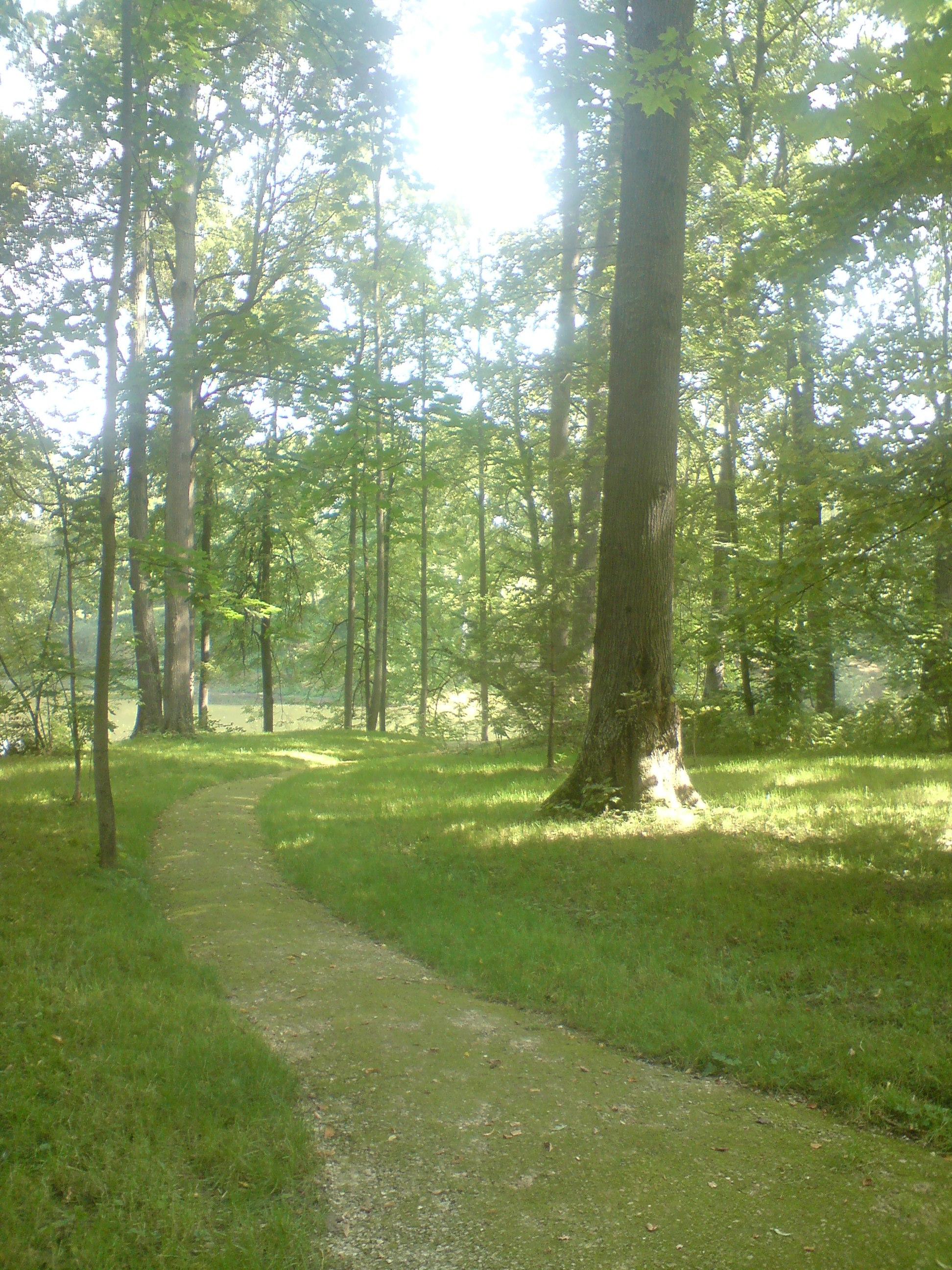
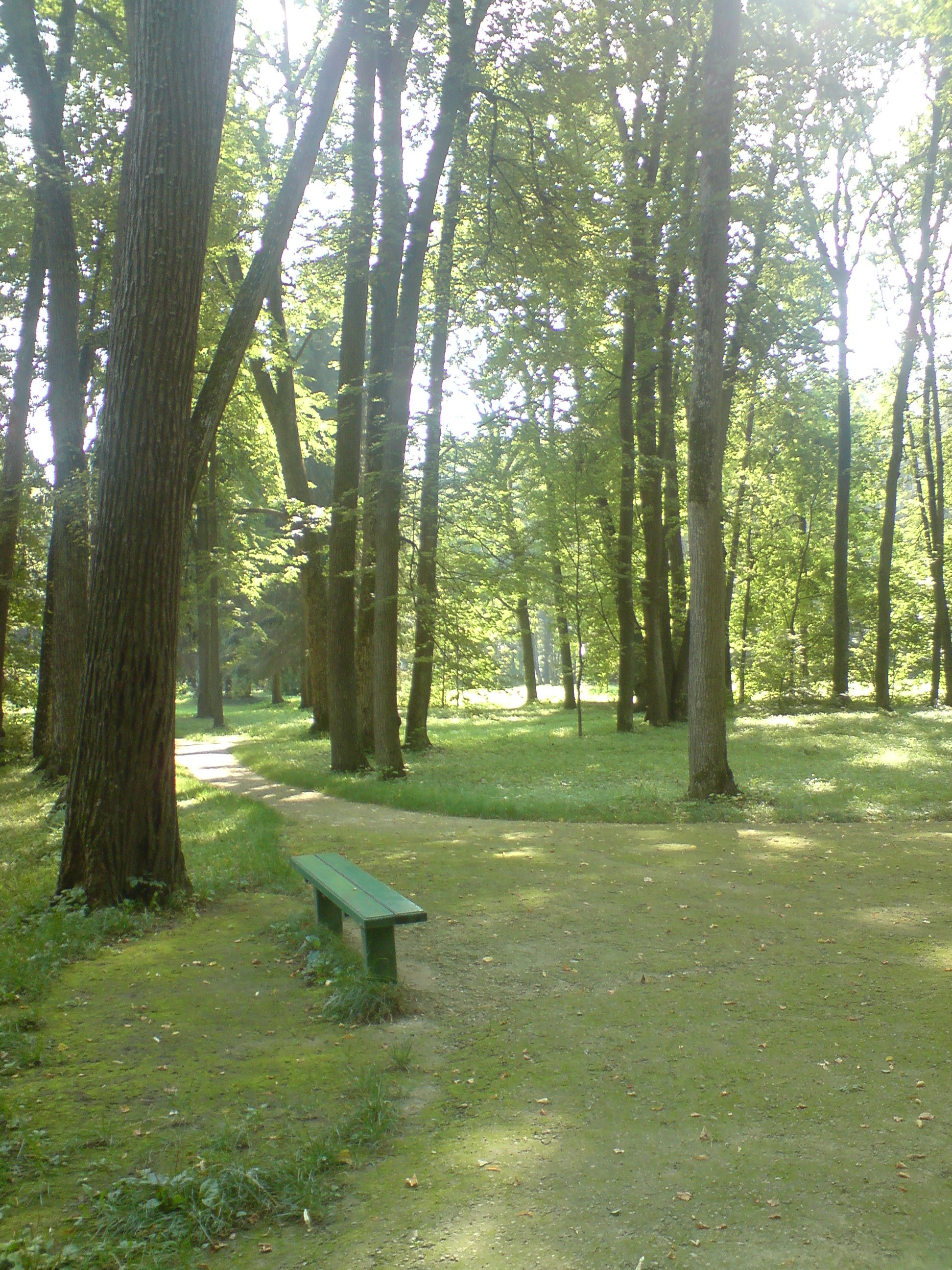
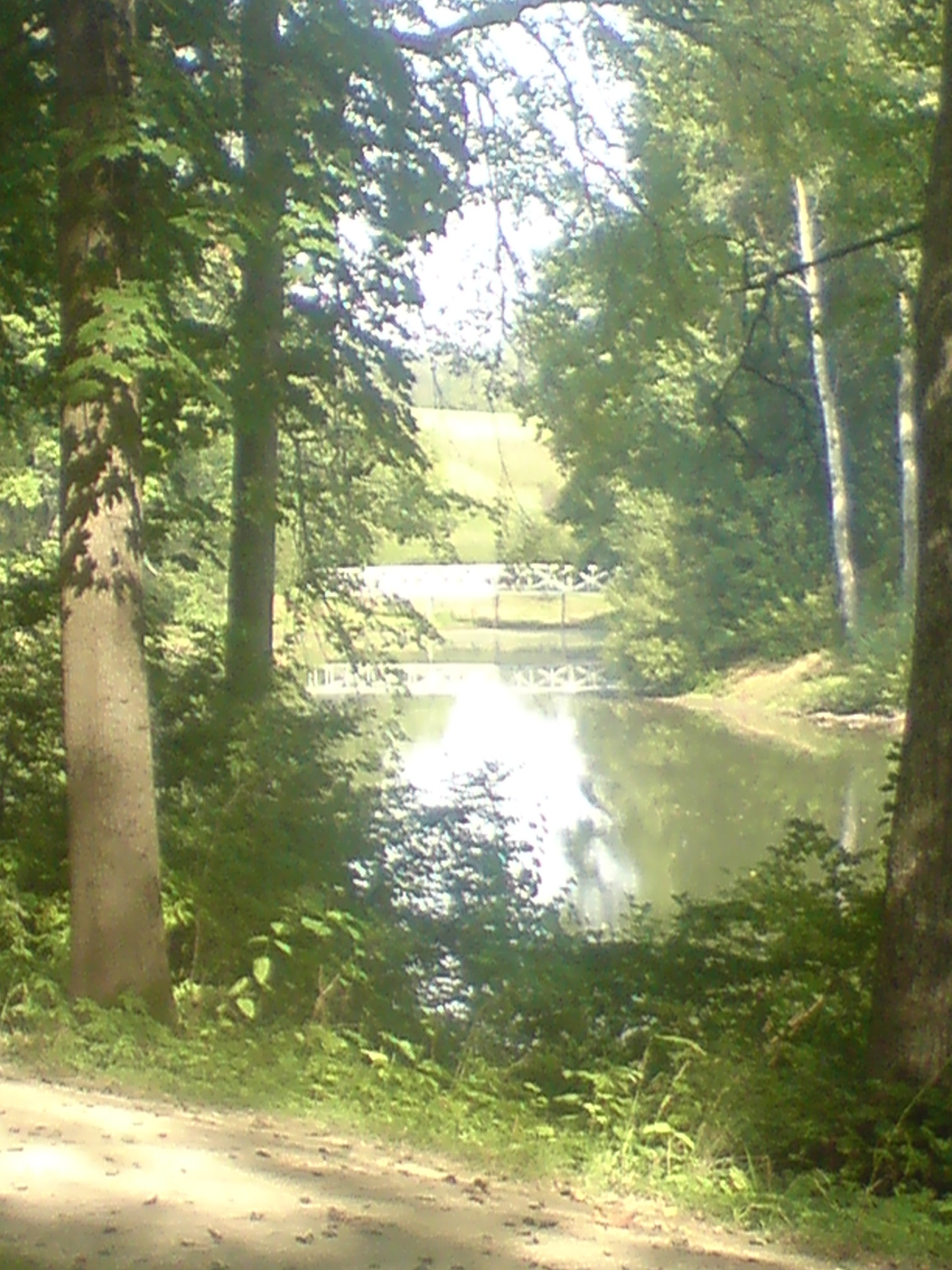
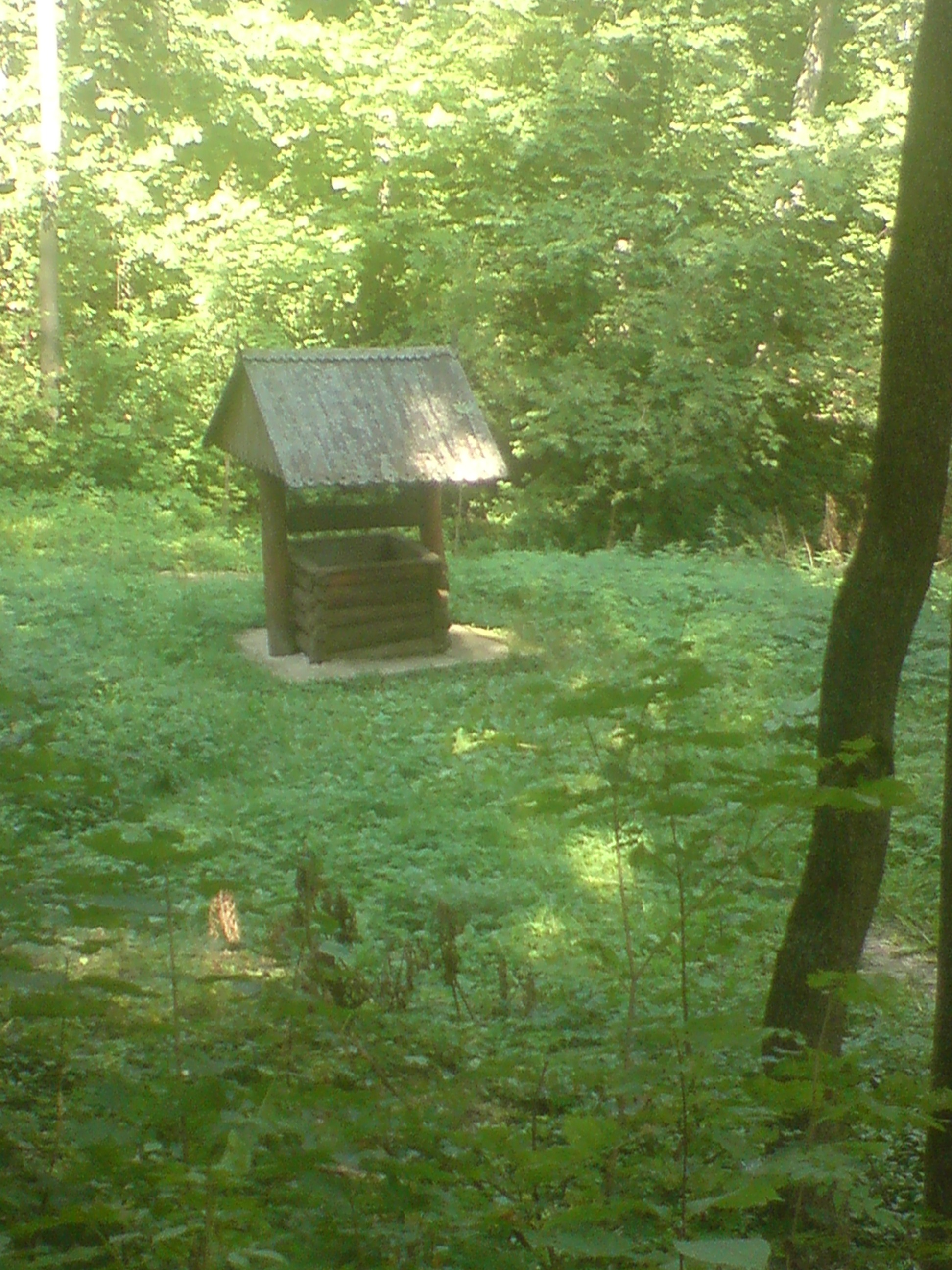
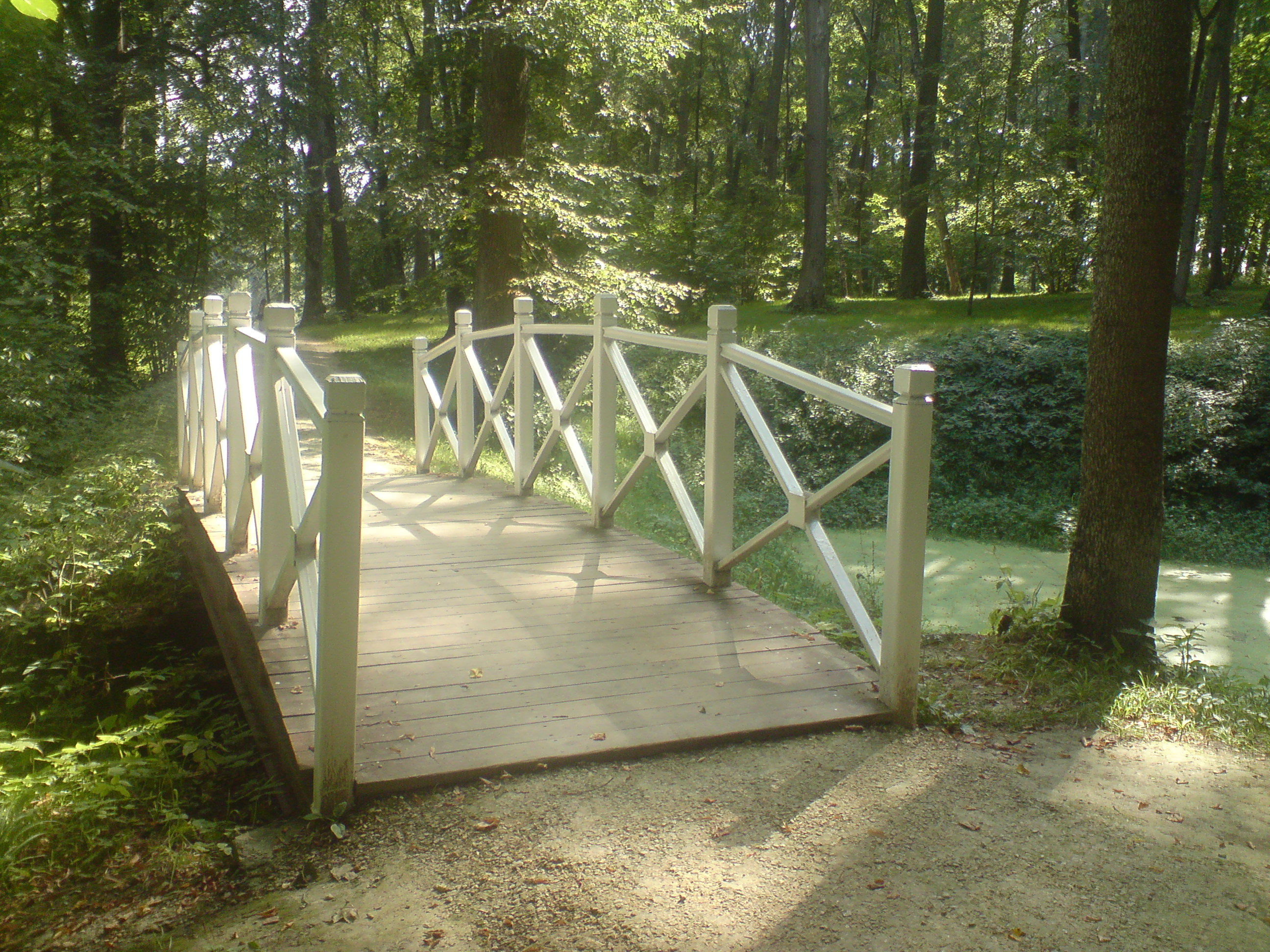
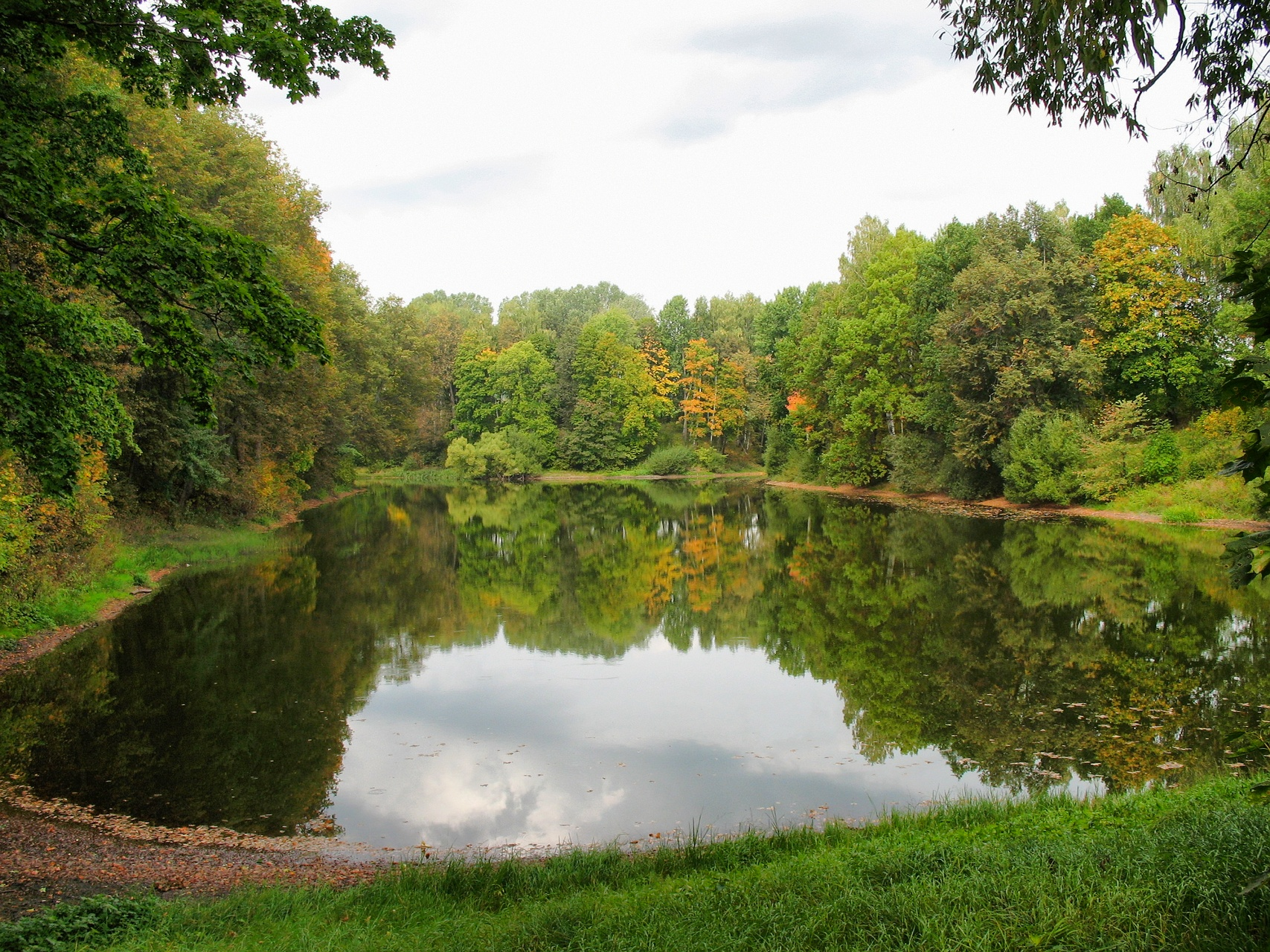
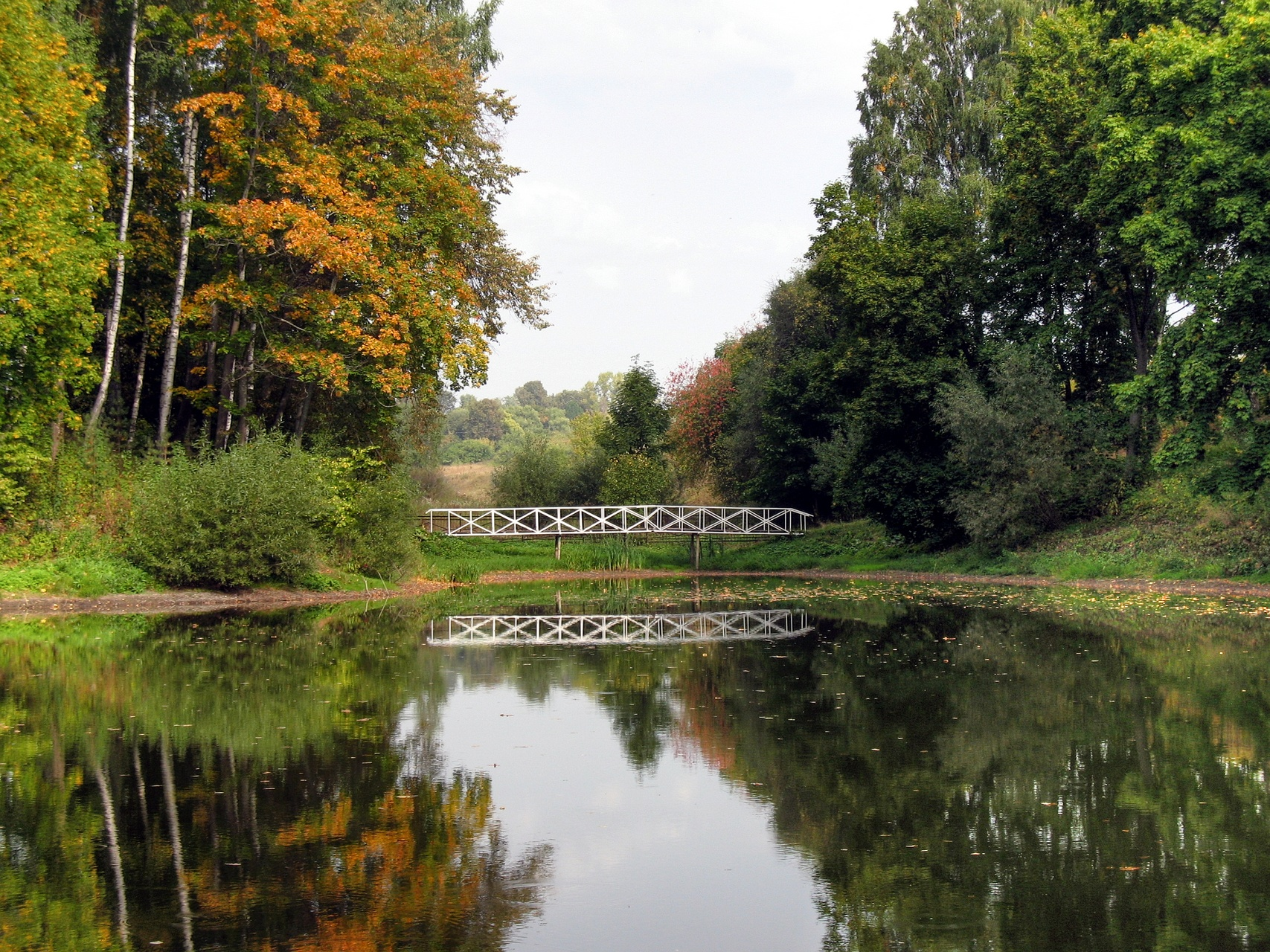
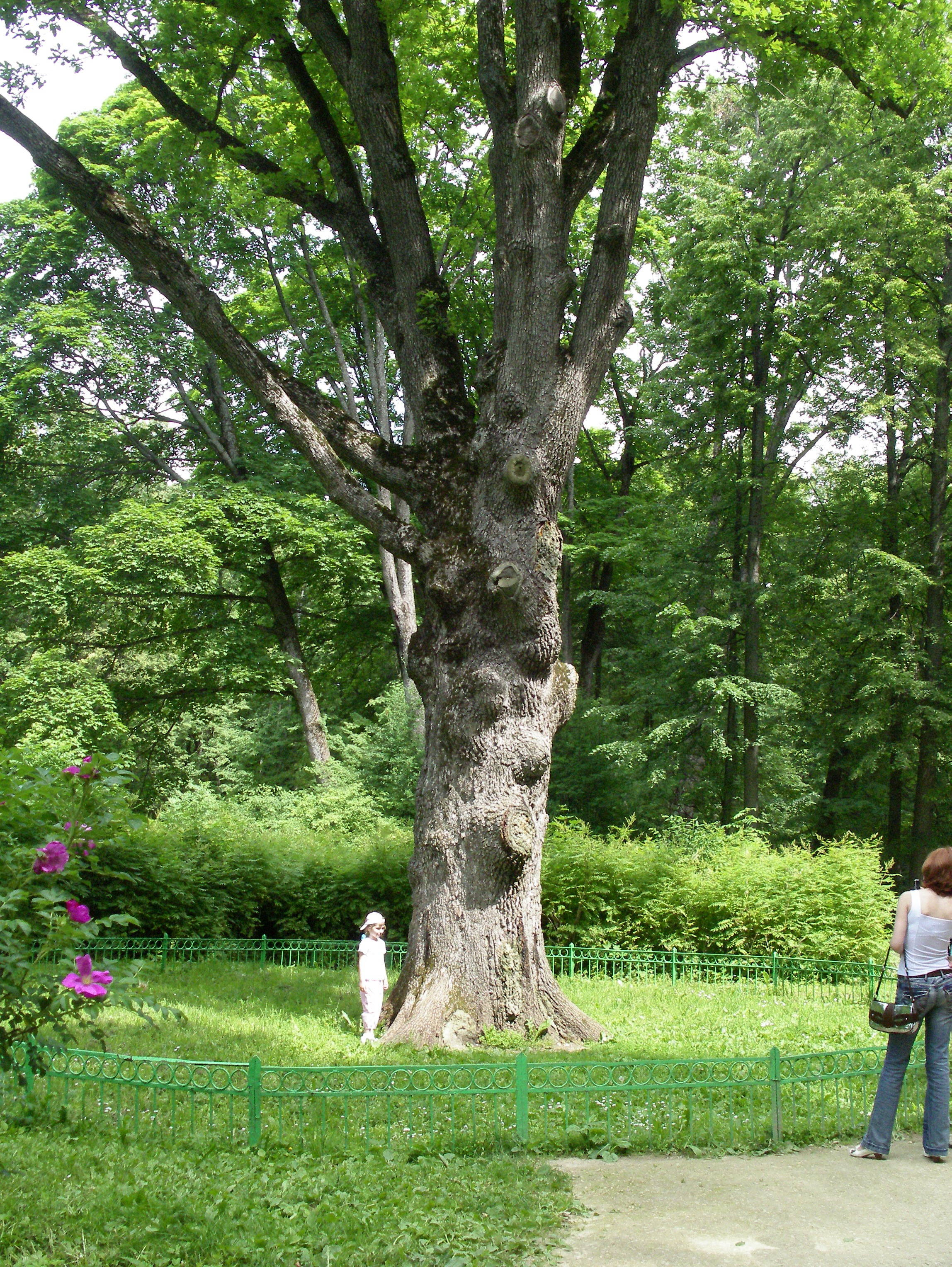